# سوئیس ره

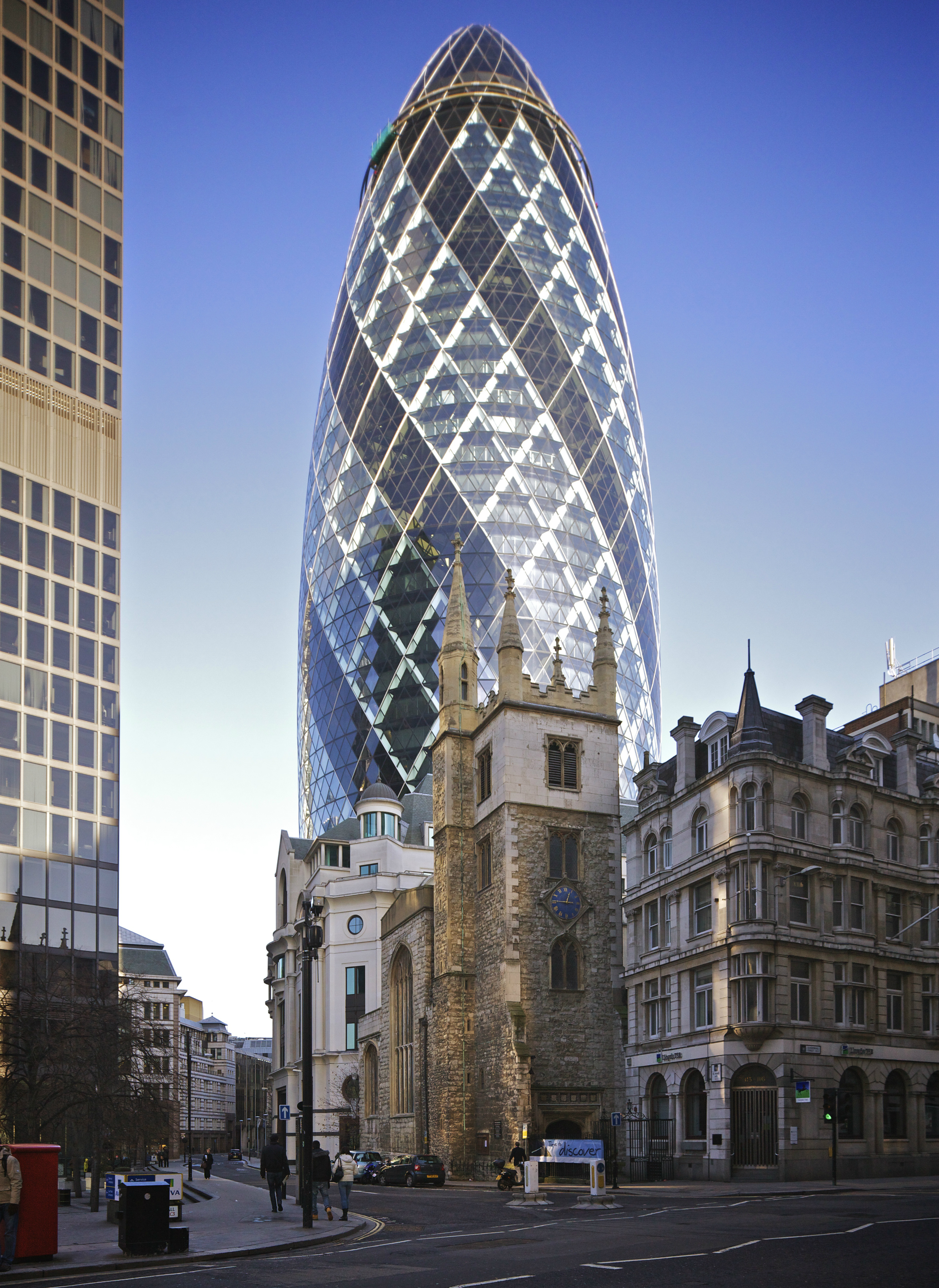
ساختمان اداری سوئیس ره، واقع در برج تبر سنت ماری ۳۰، در لندن - ۲۰۱۰

سوئیس ره (به آلمانی: Swiss Re) یا سوئیس ری شرکت بیمه سوئیسی است، که از سال ۲۰۰۶ پس از خریداری شرکت بیمه جی‌ای، با ارزش ۷٫۴ میلیارد دلار از جنرال الکتریک، به‌عنوان دومین ارائه‌دهنده خدمات بیمه اتکایی در جهان محسوب می‌شود.
این شرکت در سال ۱۸۶۳ تحت نام شرکت بیمه اتکایی سوئیس (به انگلیسی: Swiss Reinsurance Company) تأسیس شد. دفتر مرکزی سوئیس ره در شهر زوریخ قرار دارد و هم‌اکنون در ۲۵ کشور جهان دارای شعبه می‌باشد. بخشی از سهام شرکت سوئیس ره در بازار بورس سیکس سوئیس معامله می‌شود.